# Division 1 1974-75
La Division 1 1974-75 fue la 37ª temporada del fútbol francés profesional. Saint-Étienne resultó campeón con 58 puntos, obteniendo su octavo título de liga.

## Equipos participantes
| - Angers - Bastia - Girondins de Bordeaux - Lens - Lille - Olympique de Lyon - Olympique de Marsella - Metz - Mónaco - Nantes |  | - OGC Niza - Nîmes Olympique - París Saint-Germain - Red Star Paris - Stade de Reims - Stade Rennais - Saint-Étienne - Sochaux - Racing Estrasburgo - Troyes |

## Tabla de posiciones
| Pos. | Equipo              | Pts. | PJ | G  | E  | P  | GF | GC | Dif. | Clasificación                                |
| ---- | ------------------- | ---- | -- | -- | -- | -- | -- | -- | ---- | -------------------------------------------- |
| 1    | Saint-Étienne (C)   | 58   | 38 | 23 | 6  | 9  | 70 | 39 | +31  | Clasificado a la Copa de Campeones de Europa |
| 2    | Marseille           | 49   | 38 | 18 | 9  | 11 | 65 | 45 | +20  | Clasificado a la Copa de la UEFA             |
| 3    | Lyon                | 48   | 38 | 16 | 11 | 11 | 64 | 53 | +11  | Clasificado a la Copa de la UEFA             |
| 4    | Nîmes               | 47   | 38 | 16 | 11 | 11 | 56 | 49 | +7   |                                              |
| 5    | FC Nantes           | 45   | 38 | 16 | 11 | 11 | 50 | 42 | +8   |                                              |
| 6    | Bastia              | 45   | 38 | 15 | 11 | 12 | 54 | 47 | +7   |                                              |
| 7    | Lens                | 44   | 38 | 16 | 8  | 14 | 59 | 59 | 0    | Clasificado a la Recopa de Europa            |
| 8    | Metz                | 44   | 38 | 15 | 10 | 13 | 54 | 56 | −2   |                                              |
| 9    | Strasbourg          | 43   | 38 | 16 | 8  | 14 | 49 | 56 | −7   |                                              |
| 10   | Monaco              | 42   | 38 | 18 | 4  | 16 | 64 | 68 | −4   |                                              |
| 11   | Reims               | 41   | 38 | 15 | 8  | 15 | 57 | 57 | 0    |                                              |
| 12   | Bordeaux            | 39   | 38 | 15 | 7  | 16 | 48 | 49 | −1   |                                              |
| 13   | Lille               | 39   | 38 | 15 | 5  | 18 | 53 | 56 | −3   |                                              |
| 14   | Nice                | 39   | 38 | 13 | 10 | 15 | 59 | 63 | −4   |                                              |
| 15   | Paris Saint-Germain | 37   | 38 | 12 | 12 | 14 | 57 | 65 | −8   |                                              |
| 16   | Troyes              | 37   | 38 | 12 | 10 | 16 | 46 | 55 | −9   |                                              |
| 17   | Sochaux             | 34   | 38 | 11 | 10 | 17 | 41 | 49 | −8   |                                              |
| 18   | Angers (D)          | 33   | 38 | 9  | 10 | 19 | 48 | 60 | −12  | Descenso a Division 2                        |
| 19   | Rennes (D)          | 33   | 38 | 10 | 11 | 17 | 38 | 52 | −14  | Descenso a Division 2                        |
| 20   | Red Star Paris (D)  | 29   | 38 | 7  | 12 | 19 | 43 | 55 | −12  | Descenso a Division 2                        |

 Fuente: footballdatabase.eu
Notas:
1. ↑  El Lens se clasificó a la Recopa de Europa como subcampeón de la Copa de Francia, ya que el ganador del trofeo, el Saint-Étienne, se clasificó a la Copa de Campeones de Europa a través de su desempeño como campeón de la Division 1.

Se otorgó un bono de 1 punto adicional a aquel equipo que hiciera por lo menos 3 goles en un partido.

## Resultados
| Local \ Visitante   | ANG | BAS | BOR | LEN | LIL | LYO | MAR | MET | MOC | NAT | NIC | NIM | PSG | RED | REI | REN | STE | SOC | STR | TRO |
| ------------------- | --- | --- | --- | --- | --- | --- | --- | --- | --- | --- | --- | --- | --- | --- | --- | --- | --- | --- | --- | --- |
| Angers              | —   | 3–0 | 2–2 | 1–2 | 4–1 | 0–2 | 1–2 | 2–2 | 2–1 | 0–0 | 1–3 | 2–0 | 3–1 | 1–1 | 1–2 | 1–2 | 0–1 | 1–1 | 5–1 | 1–1 |
| Bastia              | 3–0 | —   | 1–0 | 0–0 | 2–0 | 2–0 | 2–2 | 0–0 | 1–0 | 1–0 | 2–0 | 4–0 | 0–2 | 2–0 | 0–1 | 3–0 | 1–1 | 4–2 | 2–1 | 5–1 |
| Bordeaux            | 1–1 | 1–0 | —   | 2–0 | 4–2 | 1–1 | 1–0 | 3–2 | 0–0 | 2–1 | 2–0 | 0–1 | 1–2 | 2–1 | 2–0 | 1–0 | 1–0 | 2–1 | 4–1 | 6–0 |
| Lens                | 0–0 | 3–3 | 3–0 | —   | 1–0 | 4–0 | 2–2 | 3–1 | 6–3 | 2–2 | 4–2 | 3–0 | 3–2 | 0–0 | 1–0 | 1–0 | 3–1 | 3–2 | 0–1 | 1–0 |
| Lille               | 1–5 | 0–0 | 2–0 | 1–1 | —   | 1–2 | 1–0 | 4–0 | 2–0 | 3–0 | 4–2 | 1–1 | 5–0 | 1–0 | 2–1 | 1–0 | 2–0 | 4–0 | 2–1 | 2–0 |
| Lyon                | 0–0 | 8–1 | 1–0 | 5–1 | 5–1 | —   | 0–1 | 2–0 | 1–3 | 1–1 | 0–0 | 2–2 | 4–4 | 2–1 | 3–3 | 4–1 | 1–0 | 1–0 | 4–1 | 2–1 |
| Marseille           | 3–1 | 3–1 | 3–0 | 4–0 | 2–0 | 0–1 | —   | 1–0 | 4–1 | 2–1 | 4–1 | 1–1 | 4–2 | 3–2 | 1–1 | 3–1 | 1–2 | 2–0 | 1–1 | 0–0 |
| Metz                | 2–0 | 0–2 | 3–3 | 2–1 | 2–1 | 3–1 | 1–0 | —   | 1–0 | 4–0 | 2–2 | 3–0 | 1–3 | 2–1 | 1–1 | 5–2 | 3–0 | 0–1 | 2–1 | 1–1 |
| Monaco              | 1–0 | 1–0 | 2–0 | 3–0 | 1–0 | 3–1 | 0–2 | 1–2 | —   | 1–3 | 3–2 | 3–3 | 3–0 | 4–3 | 2–3 | 2–0 | 3–1 | 3–1 | 1–0 | 3–1 |
| FC Nantes           | 1–0 | 0–0 | 3–0 | 2–1 | 1–0 | 3–1 | 2–0 | 0–2 | 4–2 | —   | 2–0 | 0–1 | 0–0 | 0–0 | 0–1 | 1–1 | 2–1 | 1–0 | 3–1 | 4–1 |
| Nice                | 4–1 | 2–1 | 0–0 | 2–1 | 2–1 | 2–2 | 1–3 | 1–0 | 2–3 | 2–2 | —   | 2–0 | 4–2 | 2–1 | 0–0 | 4–1 | 1–1 | 5–1 | 2–1 | 2–1 |
| Nîmes               | 4–0 | 3–3 | 2–1 | 3–1 | 2–1 | 1–2 | 3–1 | 2–0 | 3–0 | 0–2 | 2–1 | —   | 2–1 | 3–0 | 2–0 | 0–0 | 0–0 | 1–0 | 6–0 | 2–2 |
| Paris Saint-Germain | 3–2 | 1–1 | 1–0 | 3–1 | 0–0 | 2–2 | 1–1 | 2–2 | 0–1 | 2–3 | 2–1 | 1–1 | —   | 2–0 | 3–0 | 2–1 | 2–2 | 0–1 | 1–1 | 0–0 |
| Red Star Paris      | 2–5 | 0–0 | 1–2 | 1–1 | 2–1 | 4–0 | 0–0 | 1–1 | 3–0 | 4–4 | 4–1 | 0–1 | 1–1 | —   | 2–1 | 0–2 | 1–2 | 0–1 | 0–1 | 2–1 |
| Stade de Reims      | 1–1 | 0–1 | 2–1 | 5–1 | 4–3 | 0–2 | 4–3 | 1–2 | 2–3 | 2–1 | 1–1 | 2–1 | 6–1 | 1–1 | —   | 2–1 | 0–2 | 2–1 | 2–0 | 3–0 |
| Stade Rennais       | 2–0 | 1–1 | 1–1 | 1–0 | 3–0 | 0–0 | 1–0 | 0–0 | 1–1 | 0–0 | 0–0 | 2–1 | 2–1 | 0–2 | 2–2 | —   | 3–1 | 0–1 | 5–1 | 1–1 |
| Saint-Étienne       | 2–0 | 3–2 | 2–0 | 3–2 | 4–1 | 1–0 | 4–1 | 5–0 | 3–2 | 2–0 | 2–0 | 4–0 | 3–2 | 2–0 | 3–1 | 3–0 | —   | 1–0 | 2–1 | 5–1 |
| Sochaux             | 0–1 | 3–0 | 5–2 | 0–1 | 1–1 | 3–1 | 1–1 | 1–1 | 4–2 | 0–1 | 1–1 | 2–0 | 0–1 | 0–0 | 1–0 | 2–1 | 1–1 | —   | 0–0 | 0–1 |
| Strasbourg          | 1–0 | 3–2 | 1–0 | 2–1 | 3–0 | 2–0 | 3–2 | 3–0 | 2–2 | 2–0 | 2–1 | 1–1 | 2–1 | 1–1 | 3–0 | 2–0 | 0–0 | 1–1 | —   | 1–0 |
| Troyes              | 4–0 | 2–1 | 1–0 | 0–1 | 0–1 | 0–0 | 1–2 | 4–1 | 5–0 | 0–0 | 3–1 | 1–1 | 1–3 | 2–1 | 2–0 | 2–0 | 1–0 | 2–2 | 2–0 | —   |

Promovidos de la Division 2, quienes jugarán en la Division 1 1975-76:
- Nancy: Campeón de la Division 2, ganador de la División 2 grupo B.
- Valenciennes-Anzin: Subcampeón, ganador de la Division 2 grupo A.
- Olympique Avignonnais: Tercer lugar, ganador de la eliminatoria de ascenso.

## Goleadores
| #  | Jugador          | Nacionalidad      | Club                  | Goles |
| -- | ---------------- | ----------------- | --------------------- | ----- |
| 1  | Delio Onnis      | Italia            | Mónaco                | 30    |
| 2  | François M'Pelé  | Congo             | París Saint-Germain   | 21    |
| 3  | Hugo Curioni     | Argentina         | Metz                  | 19    |
| 4  | Marc Berdoll     | Francia           | Angers                | 17    |
| -  | Nico Braun       | Luxemburgo        | Metz                  | 17    |
| -  | Bernard Lacombe  | Francia           | Olympique de Lyon     | 17    |
| -  | Gérard Tonnel    | Francia           | Troyes                | 17    |
| 8  | Božidar Antić    | Yugoslavia        | Angers                | 16    |
| -  | Christian Coste  | Francia           | Lille                 | 16    |
| -  | Paulo César Lima | Brasil            | Olympique de Marsella | 16    |
| 11 | Néstor Combin    | Francia Argentina | Red Star Paris        | 15    |
| -  | Carlos Bianchi   | Argentina         | Stade de Reims        | 15    |
| 13 | Serge Chiesa     | Francia           | Olympique de Lyon     | 14    |
| -  | Hervé Revelli    | Francia           | Saint-Étienne         | 14    |
| -  | Laurent Pokou    | Costa de Marfil   | Stade Rennais         | 14    |